# Fregat (estágio de foguete)

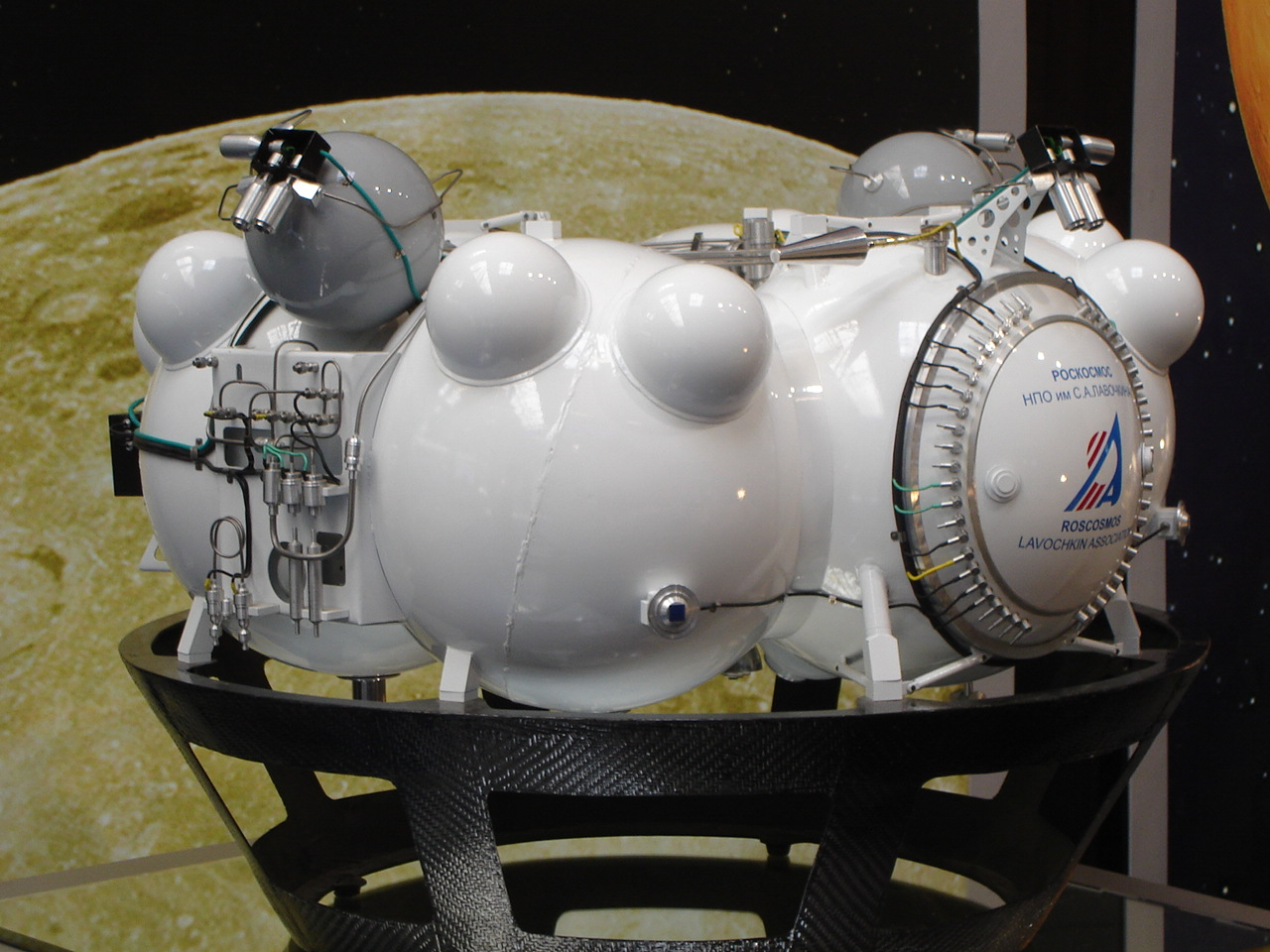
Modelo de um Fregat-SB.

O Fregat, (em russo: Фрегат, que significa fragata), é um estágio de foguete movido a combustível líquido (UDMH e N2O4), desenvolvido na década de 90 pela NPO Lavochkin.

## Características
A massa de um Fregat (em Outubro 2006) é de 924 kg; quando abastecido sobe para 5.350 kg. Modelos recentes do motor principal têm um impulso específico de 332 s e empuxo de 2.018 kg. O sistema de controle de reação, inclui 12 motores, cada um deles com 5 kg de empuxo, 225 s Isp, usando hidrazina pura, com massa de 42 kg. Altura: 1.500 mm, Diâmetro: 3.350 mm, Massa abastecido: 6.415-6.535 kg, Duração de combustão: 1.350 segundos. Esse estágio pode ser desligado e religado várias vezes, para posicionar suas cargas úteis nas órbitas planejadas.